# Neue Pfarrkirche Münichholz

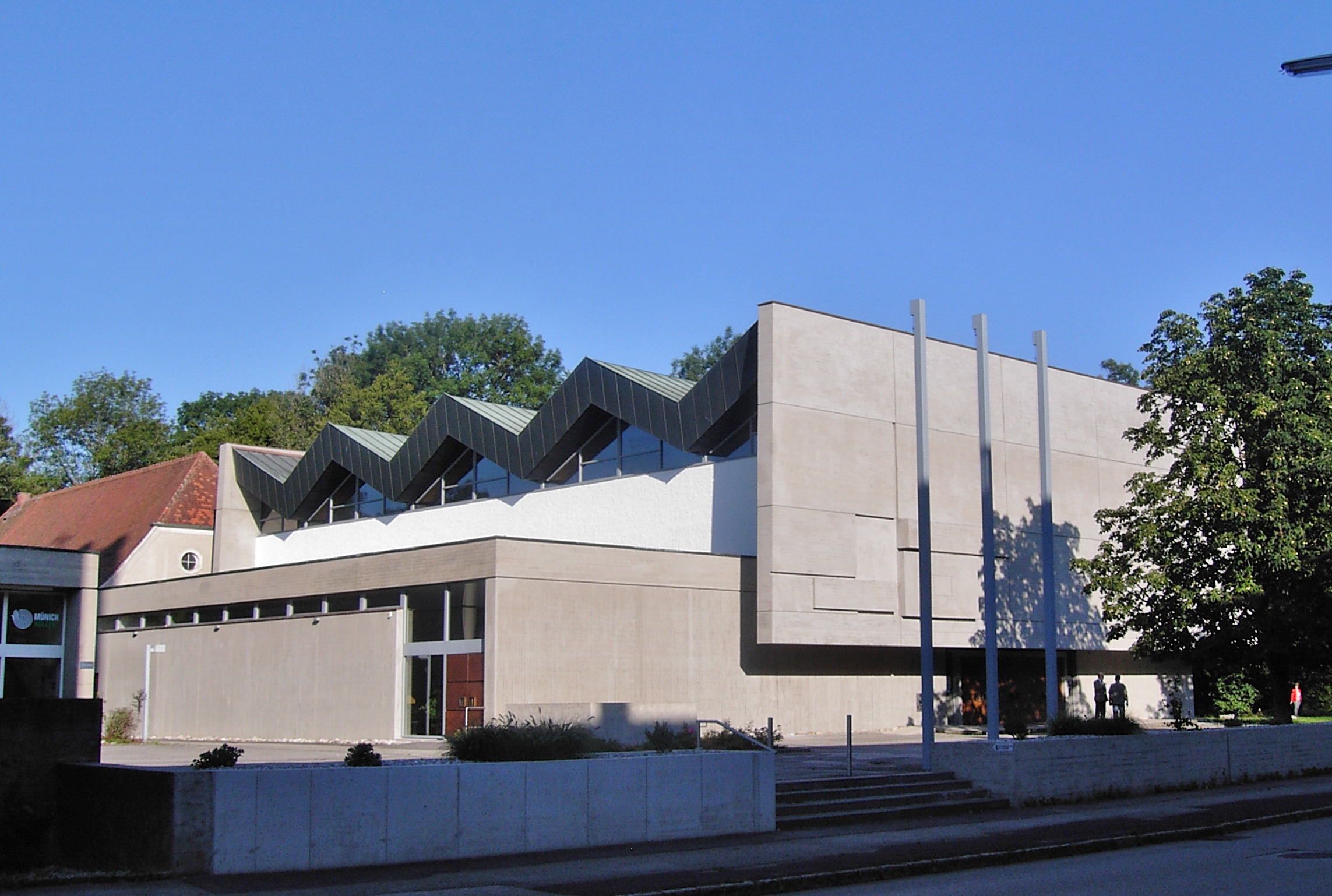
Pfarrkirche Christkönig in Münichholz

Die Neue Pfarrkirche Steyr-Münichholz steht im Stadtteil Münichholz in der Stadtgemeinde Steyr in Oberösterreich.  Die römisch-katholische Pfarrkirche Christkönig gehört zum Dekanat Steyr in der Diözese Linz. Die Kirche steht unter Denkmalschutz.

## Geschichte
Der bäuerliche Ort Münichholz bekam nach dem Anschluss Österreichs an Hitler-Deutschland ab 1938 bedingt durch das KZ-Nebenlager Steyr-Münichholz eine bedeutende Ausweitung. Die Bevölkerung wurde im Nationalsozialismus unausgesprochen und geheim vom Pfarrer Josef Meindl der Pfarrkirche Steyr-St. Michael betreut. Nach dem Krieg 1945 konnte unter sowjetischer Besatzung in einer Barackenkirche eine Gottesdienststätte eingerichtet werden. Der Bau einer ersten Notkirche misslang 1945 wegen schlechtem Baumaterial. Im Sommer 1946 wurde wieder mit einem Kirchenbau begonnen und im Dezember 1946 wurde die Alte Pfarrkirche Münichholz geweiht. Mit 1947 übernahm der Orden der Oblaten die Seelsorge. Für den heutigen neuen Kirchenbau wurde 1964 der Grundstein gelegt. Die Pläne erstellten die Architekten Hans Riener und Helmut Kern.

## Architektur

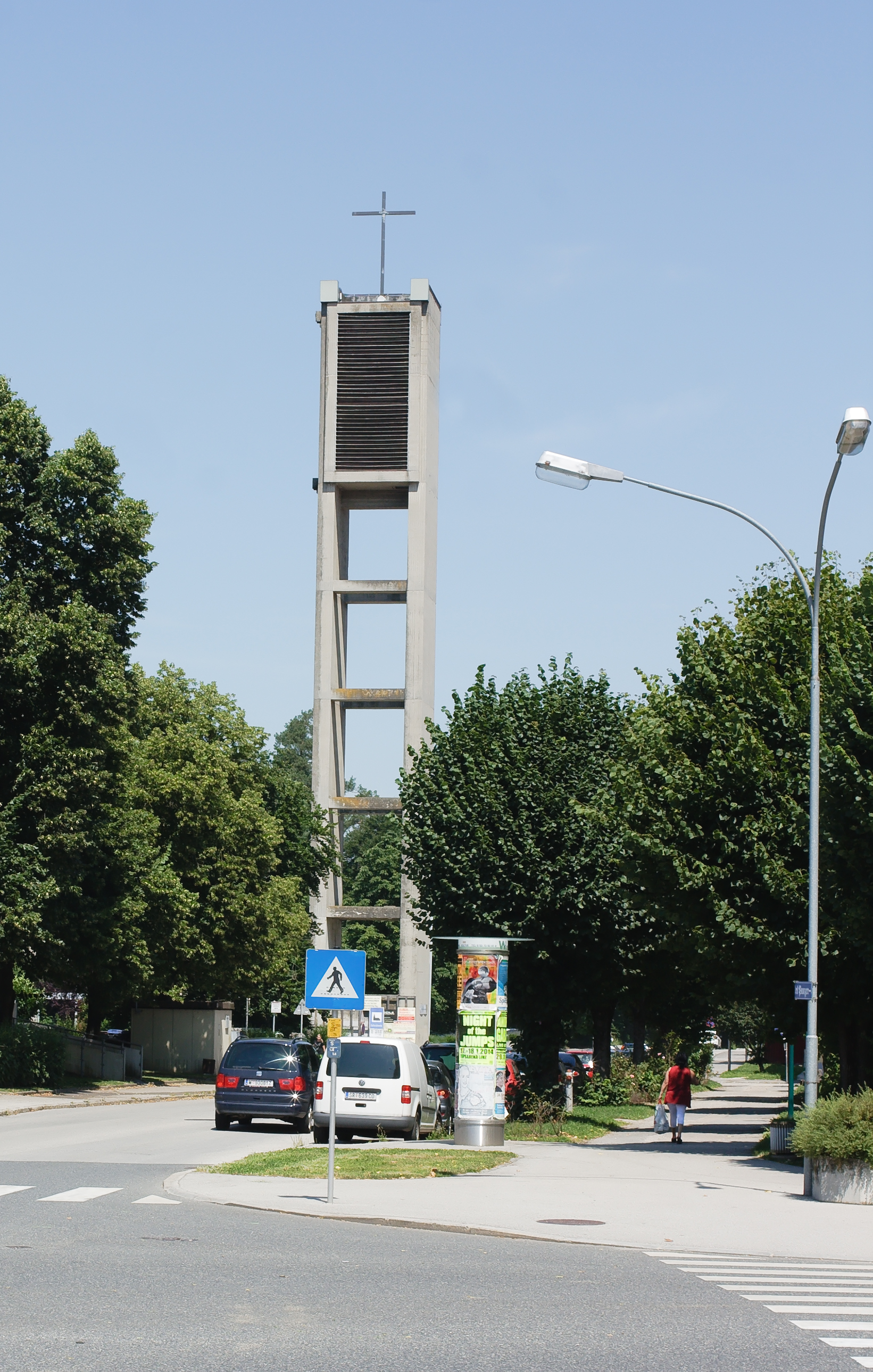
Der Turm

Die im nüchternen grau des Sichtbetons gehaltene Kirche beinhaltet im warmen Naturton gehaltene Holzdecken und Bänke. Der 41 m hohe Kirchturm steht frei neben der Kirche. Die Eingangsfront mit einer im oberen Bereich vorspringenden öffnungslosen Betonwand ist mit verschiedenen Kuben geprägt. Die Längsfassaden sind hell verputzt. Die Belichtung des Innenraumes erfolgt je durch ein im Giebelbereich des Grabendaches situiertes dreieckiges Fensterband. Die Westfassade ist in Beton ausgeführt. Im Süden schließt ein eingeschoßiger flachgedeckter Betonanbau an. Schlichte Eingangssituation im Osten, Belichtung durch ein hoch situiertes schmales Fensterband. Vor der Kirche freistehender hoher siebengeschoßig wirkender Kirchturm, bestehend aus zwei durchgehenden öffnungslos ausgeführten Betonwänden, die durch vertikale Betonträger ausgesteift werden. Das oberste Turmgeschoß ist geschlossen ausgeführt und trägt ein hohes Metallkreuz. Im Süden der Kirche befindet sich das zweigeschoßige flachgedeckte Pfarrzentrum, ein blockhafter schlichter Betonbau mit zum Teil großzügiger Durchfensterung.